# عجز السعرات الحرارية
عجز السعرات الحرارية أو العجز الحراري هو أي نقص في عدد السعرات الحرارية المستهلكة بالنسبة إلى عدد السعرات الحرارية اللازمة لإحداث توازن الطاقة والحفاظ على وزن الجسم الحالي.
يمكن إحداث عجزا حراريا عن طريق تقليل السعرات الحرارية المستهلكة من خلال تناول كميات أقل من الطعام، مثل استبدال الأطعمة ذات السعرات الحرارية العالية بخيارات أقل سعرات حرارية أو عن طريق تناول حصص أقل من الأطعمة، كما يمكن أيضًا إحداث العجز الحراري عن طريق زيادة معدلات حرق السعرات الحرارية دون زيادة مقابلة في كميات السعرات الحرارية الداخلة إلى الجسم. وتتم زيادة معدل حرق السعرات الحرارية عن طريق زيادة النشاط البدني، على الرغم من أن زيادة السعرات الحرارية قد تكون مطلوبة في بعض الأحيان لوظائف مثل النمو، أو للتعافي من الإصابات. هناك أيضًا بعض المواد، مثل الكافيين، والتي يمكن أن تخلق زيادة صغيرة (3-5٪) في مستويات الفقد الحراري من خلال مجموعة متنوعة من المسارات التي تشمل زيادة مستويات النشاط البدني وزيادة توليد الحرارة (إخراج الحرارة)، و/أو عن طريق تقليل المدخلات الحرارية عن طريق قمع الشهية. يمكن أن تسبب بعض الأدوية والعلاجات العشبية تأثيرًا أيضيًا أكثر تطرفًا غير أنها تسبب زيادات شديدة في معدل ضربات القلب وتوليد الحرارة مما قد يسبب الوفاة حتى في الأفراد الأصحاء والرياضيين للغاية، لذلك فإن هذه الأدوية لا تباع على نطاق واسع. يكون انخفاض السعرات الحرارية المطلوبة لاستقرار الطاقة مصحوبا بانخفاض كتلة الكائن الحي، وإذا تم الحفاظ على عجز حراري معتدل، فسيتم في النهاية الوصول إلى وزن جديد (أقل) والحفاظ عليه، ولن يكون الكائن الحي يعاني من عجز في السعرات الحرارية بعد الآن. وعلى الجانب الآخر، فإن العجز الحراري الشديد الدائم، والذي يكون فيه عدد السعرات الحرارية قليل جدًا ولا يكفي للحفاظ على مستوى وزن صحي يؤدي في النهاية إلى المجاعة والموت. تقول القاعدة أنه لتقليل 1 كجم (2.2 رطل) من الوزن، يلزم إحداث عجز حراري يصل إلى حوالي 7000 كيلو كالوري.

## حساب العجز الحراري
لكي تتمكن من حساب العجز في مستوى السعرات الحرارية يجب أن تبدأ بمعرفة معدل الأيض الأساسي (BMR)، وهو كمية السعرات الحرارية التي يحرقها جسمك في حالة الراحة. هناك عدة صيغ يُمكن أن تساعدك في حساب معدل الأيض الأساسي الخاص بك بناءً على عمرك وجنسك ووزنك وطولك. وبعد ذلك يُمكنك إضافة العدد التقديري للسعرات الحرارية التي تحرقها أثناء النشاط البدني إلى معدل الأيض الأساسي الخاص بك. تتوفر على شبكة الإنترنت العديد من التطبيقات والآلات الحاسبة التي يُمكنها أن تساعدك في تقدير الإنفاق الحراري اعتمادًا على نوع النشاط ومدته. وبطرح عدد السعرات الحرارية التي تريد تناولها يوميًا من إجمالي الإنفاق الحراري يُمكننا الحصول على قيمة العجز الحراري الذي تحتاج لإحداثه. يُنصح عادةً باختيار قيمة عجز في السعرات الحرارية تتراوح ما بين 500 و1000 سعر حراري يوميًا لفقدان الوزن الخفيف إلى المتوسط. سيحقق هذا معدلا متوسطًا لفقدان الوزن يقدر حوالي 0.5 إلى 1 كجم في الأسبوع.